# 스카트
스카트는 물병자리에서 세 번째로 밝은 별이다. 바이어 명명법에 따르면 물병자리 델타로 부른다. 고유 명칭 ‘스카트’는 페가수스자리 베타를 부르는 이름으로도 쓰여 왔다. 스카트의 겉보기 등급은 3.3으로 밤하늘에서 맨눈으로 볼 수 있다. 시차 자료에 따르면 이 별까지의 거리는 약 160광년이다.

## 특징
스카트의 스펙트럼상 분광형은 A3 V로 중심핵에서 핵융합으로 수소를 태워 에너지를 뿜는 A형 주계열성이다. 스카트의 질량은 태양의 2.4배이며 밝기는 26배로 최외곽 대기의 유효 온도는 약 9,000 켈빈이다. 이 온도에서 스카트는 우리 눈에 흰색의 빛을 뿜는 것처럼 보인다. 이 별은 태양에 비해 빠르게 회전하고 있는데 그 속도는 초당 81 킬로미터로 우리 태양의 40배가 넘는다.
천문학자들은 스카트의 동반 천체를 찾으려 노력했으나 아직까지 발견된 것은 없으며 별주위 물질의 증거가 되는 적외선 초과 신호 또한 잡히지 않았다. 스카트는 큰곰자리 운동군의 ‘스트림 별’ 구성원 중 하나일 가능성이 있다.(큰곰자리 운동군의 예상 나이는 5억 년임)

## 문화
애칭 스카트는 아랍어 ‘아스-사크’(أساق)에서 온 말로 ‘다리’나 ‘정강뼈’라는 뜻이다. 그러나 중세 시대의 표기 ‘스케아트’, ‘세아트’, ‘셰아트’는 아랍어 ‘시아트’(صعاث')에서 온 말일 가능성이 있으며 그 뜻은 ‘소망’이다.
동아시아 별자리에서 스카트는 실수에 속한 ‘우림군’(羽林軍, Yǔ Lín Jūn)을 구성하는 별들 중 하나이다.
우림군을 구성하는 별들은 다음과 같다. 물병자리 내에 있는 항성들은 별자리 명칭을 생략했다.
- 스카트, 물병자리 29, 35, 41, 47, 49, 남쪽물고기자리 람다, HD 212448, 남쪽물고기자리 엡실론, 남쪽물고기자리 21, 남쪽물고기자리 20, 웁실론, 68, 66, 61, 53, 50, 56, 45, 58, 64, 65, 70, 74, 타우2, 타우1, 77, 88, 89, 86, 101, 100, 99, 98, 97, 94, 프시3, 프시2, 프시1, 87, 85, 83, 키, 오메가1, 오메가2.

여기서 스카트 자체를 가리키는 이름은 우림군이십륙(羽林軍二十六, Yǔ Lín Jūn ershíliù, ‘우림군의 26번째 별’)이다.